# Médiomatriques
Vous lisez un « bon article » labellisé en 2021.
Les Médiomatriques, appelés aussi Médiomatrices, du latin Mediomatrici, sont un peuple de la Gaule Belgique. L'actuel département français de la Moselle correspond à la majeure partie de leur territoire.
Ils s'installent sur ce territoire au cours du IIIe siècle av. J.-C. et atteignent leur apogée aux environs de 120-100 av. J.-C. Pendant la guerre des Gaules, ils ne participent que tardivement au conflit en envoyant des renforts à Vercingétorix qui est assiégé dans Alésia. Après la conquête romaine, ils sont rattachés à la Gaule Belgique. Auguste et son conseiller Agrippa tentent de romaniser la région avec notamment la construction de la Via Agrippa. À l'exception du passage des troupes de Vitellius en 69, le secteur bénéficie de la Pax Romana jusqu'au moment des invasions barbares.
Leur principal oppidum, Divodurum Mediomatricorum, est situé au confluent de la Seille et de la Moselle, qui correspond aujourd'hui à la ville de Metz. Huit autres oppida complètent le maillage territorial le long des principaux axes routiers et fluviaux.

## Étymologie
Au milieu du Ier siècle av. J.-C., Jules César, général et homme politique romain, les dénomme sous l'appellation Mediomatrici et Mediomatrices. Strabon, géographe et historien grec du Ier siècle av. J.-C. et Ier siècle, la mentionne sous le nom de Μεδιοματρικοί (Mediomatrikoì). Tacite, historien et sénateur romain du Ier et du début du IIe siècle évoque le nom de Mediomatricos accusatif pluriel de Mediomatrici. Claude Ptolémée, géographe du IIe siècle, nous apprend que le nom des Médiomatriques en grec ancien est Μεδιομάτρικες.
L'ethnonymie Mediomatrici est une forme latinisée du gaulois Medio-māteres, qui signifie littéralement « mères du milieu ». Il est formé avec la racine medio- (« au milieu, central ») attachée à une forme plurielle de mātīr (« mère »). Le nom pourrait être interprété comme signifiant « ceux qui vivent entre la Matrona (Marne) et les rivières Matra » (c'est-à-dire les rivières mères), ou peut-être comme « les Mères du monde du milieu ».
La ville de Metz est attestée en 400 comme civitas Mediomatricorum (« civitas des Mediomatrici »).

## Localisation

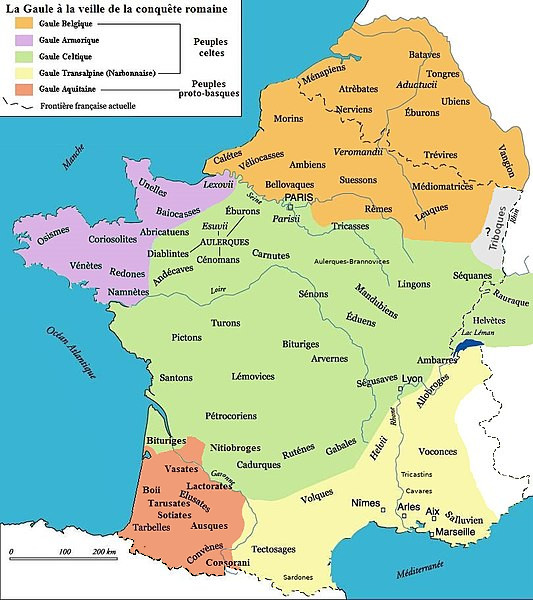
Carte des peuples de la Gaule.

Les Médiomatriques sont un « peuple du nord-est de la Gaule ». Ils se fixent au IIIe siècle av. J.-C..
Ils font partie du peuple des Belges. Leurs voisins sont les Leuques au sud-est, les Trévires au nord, les Rèmes à l'ouest, les Catalaunes au sud-ouest et les Lingons au sud. Au Ier siècle av. J.-C., ce peuple domine la vallée de la Moselle de Pont-à-Mousson à Sierk, la vallée de la Meuse, de Pagny à Dun, la vallée de la Sarre, de ses deux sources à Sarreguemines, ainsi que les vallées de l'Orne, du Rupt de Mad, de la Seille, des deux Nied et de la Rosselle. Les limites territoriales de ce peuple sont donc des cours d'eau importants : la Meuse, la Moselle, le Rhin et la Sarre.
Leur territoire semble s'être étendu d'abord de la forêt de l'Argonne jusqu'au Rhin ou à la Forêt-Noire pour une longueur d'environ 250 km,. Selon Camille Jullian, les Médiomatriques devaient posséder le territoire allant du col de Saverne jusqu'au Rhin, « car un peuple gaulois veut toujours posséder les deux versants d'une montagne ». Il base son interprétation sur l’œuvre de Strabon, lui-même s'étant inspiré des œuvres de Jules César et de Posidonios d'Apamée qui ont parcouru la Gaule.
Sous le règne d'Auguste, la Gaule romaine est réorganisée et les Médiomatriques conservent leur territoire à l'exception des terres situées entre les Vosges et le Rhin qui passent sous contrôle des Triboques.

## Histoire
Les Médiomatriques sont considérés comme un peuple de « moyenne grandeur ».

### Avant la conquête romaine

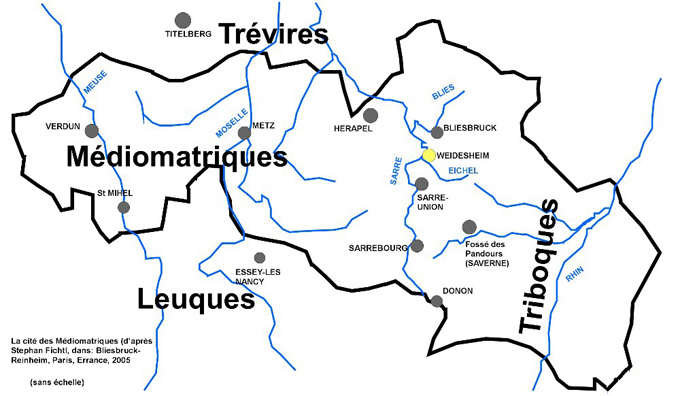
Carte du territoire des Médiomatiques au, au début de la Guerre des Gaules.

Les Médiomatriques s'installent dans sur la rive gauche du Rhin au cours du IIIe siècle av. J.-C. accompagnés par les Trévires et les Leuques. Au siècle suivant, ces tribus celtes doivent faire face aux tribus germaines voulant franchir le fleuve. Les Médiomatriques atteignent leur apogée aux alentours de 120-100 av. J.-C. et commercent déjà avec Rome,.
En 58 av. J.-C., Jules César et ses légions sont contraints d'intervenir pour empêcher les Suèves d'Arioviste de s'installer en Gaule. Les Romains l'emportent sur les Suèves, mais les Médiomatriques sont contraints de quitter l'Alsace et de laisser une partie de leur territoire aux Triboques, aux Némètes et aux Vangions. Pendant la guerre des Gaules, ce peuple n'entreprend aucune action contre les Romains à l'image des Rèmes, des Trèvires et les Leuques. Toutefois en 52 av. J.-C., les Médiomatriques envoient une ambassade à Bibracte auprès de Vercingétorix et s'engagent à fournir un contingent de 5 000 à 6 000 guerriers à l'armée gauloise, afin de secourir Vercingétorix, assiégé à Alésia,.

### Après la conquête romaine

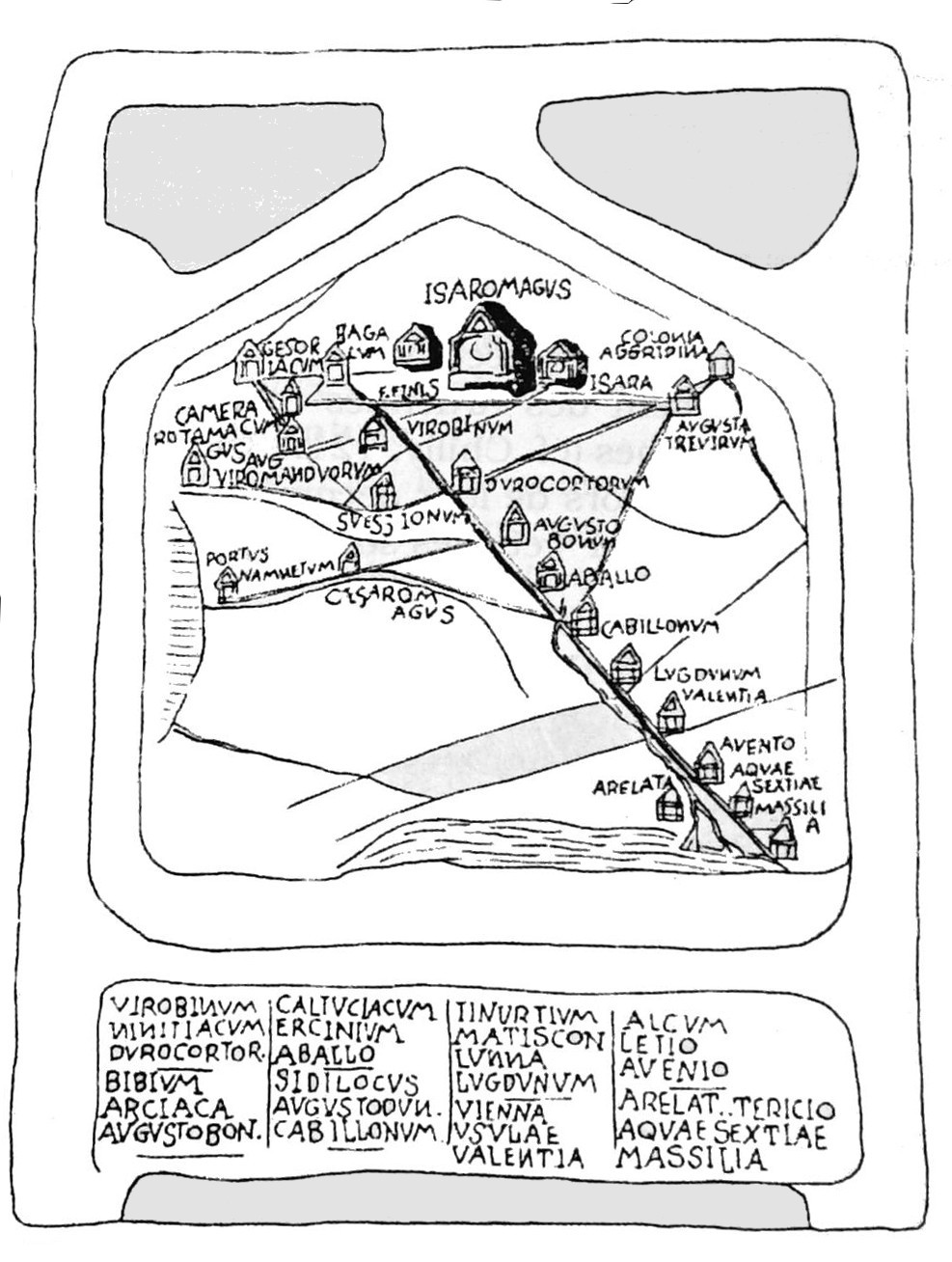
Sur l'Indicateur routier de Macquenoise du XVIe siècle ou XVIIe siècle, la voie Reims Trèves par Metz.

En 51 av. J.-C., les Médiomatriques sont rattachés à la province de Gaule Belgique. Au niveau politique, la capitale reste sur le site actuel de Metz, au confluent de la Seille et de la Moselle au centre de leur territoire. L'oppidum du Fossé des Pandours, situé sur la frontière orientale du territoire médiomatrique, perd de son importance. Après l'avènement de l'Empire romain, Agrippa, fidèle conseiller de l'empereur Auguste fait bâtir la Via Agrippa qui traverse le territoire des Médiomatriques. En 16-15 av. J.-C., l'empereur réorganise les provinces de Gaule, ils doivent céder la partie orientale de leur territoire aux Triboques.
La romanisation des Médiomatriques reste toutefois plus lente que celle de leurs voisins les Trévires,. En effet, 50 % des noms seulement ont une onomastique latine et très souvent sans les tria nomina, avec un nom unique à l'image des pérégrins.
En 69, leur capitale Divodurum Mediomatricorum est mise à sac par les armées de Vitellius et 4 000 de ses habitants sont massacrés.. En 70, Civilis et Classicus se révoltent. La Legio I Germanica et la Legio XVI Gallica interviennent mais leurs deux légats, Herennius Gallus et Numisius Rufus, sont tués.
Au IIIe siècle, avec la réforme de Dioclétien les Médioatriques sont rattachés à la province de Belgique Première, dont Trèves devint capitale,. Un pagus est élevé au rang de cité avec comme chef-lieu Verdun. Divodurum Mediomatricorum et Tarquimpol (Decempagi) se dotent de murailles respectivement de 55 ha et de 12 ha. Hérapel et Sarrebruck construisent des forts.
Les premiers signes du christianisme apparaissent dès la fin du IIIe siècle chez les Médiomatriques. Après l'édit de Milan publié par l'empereur Constantin Ier en 313, Metz et Verdun accueillent un évêque. À cette époque, l'Empire romain réorganise ses défenses et son cadre provincial, les Médiomatriques perdent la partie ouest de leur territoire au profit de la création du Verdunois.
Après l'invasion des Huns, la prise de Metz en 451, et la défaite d'Attila à la bataille des champs Catalauniques, les Romains ne parviennent pas à reprendre durablement possession du territoire des Médiomatriques. Les Francs et les Alamans l'occupent à partir de 470-475,.

### Après l'Antiquité
Des Médiomatriques peuvent s'être installés près de Novare, dans le nord-ouest de l'Italie, où les noms de lieux font allusion à leur présence, comme Mezzomerico, dénommé Mediomadrigo en 980.

## Territoire
Divodurum Mediomatricorum est le principal oppidum, mais le territoire des Médiomatriques compte au moins huit oppida construits sur les principaux axes routiers et fluviaux de l'époque. Ce sont principalement des places commerciales fortifiées. Decempagi possède des édifices qui égalent ceux de Divodurum Mediomatricorum. Bliesbruck avec son centre monumental et ses quartiers artisanaux, Caranusca, Senon où est présent un important sanctuaire ou encore Schwarzenacker sont des petites villes et jouent un rôle administratif, cultuel ou économique. L'oppidum du Fossé des Pandours est l'un des oppida les plus vastes de l'est de la Gaule. Des villes plus ouvertes complètent le maillage territorial comme Delme ou Scarpona. Ces localités secondaires sans fortification ne disposent probablement pas de l'ensemble des activités des oppida.

### Pôle principal

#### Divodurum Mediomatricorum

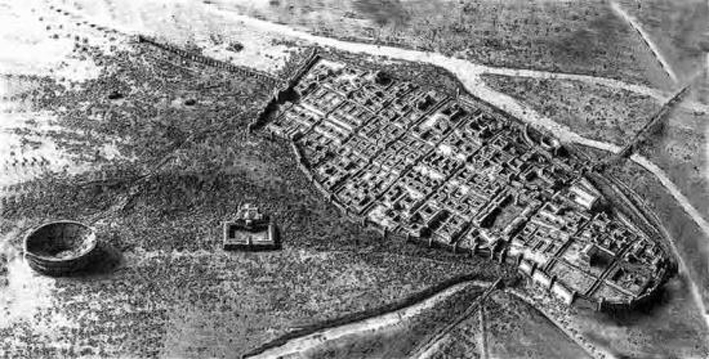
Maquette de Divodurum.

L'oppidum de Divodurum Mediomatricorum se trouve à la croisée de routes terrestres importantes, sud-nord et est-ouest, et également fluviales avec la Moselle et la Seille où passe le commerce de sel de Marsal.
Les premières traces d'occupation du sol à Metz remonte à l'âge du Bronze, vers 1100-1000 av. J.-C.. L'occupation se poursuit pendant la période de Halstatt. À l'époque de La Tène, la localité est entourée par les eaux de la Moselle à l'ouest et par celles de la Seille à l'est. La localité est bâtie sur une colline et devient rapidement un carrefour commercial.
Un bourg gallo-romain s'installe au-dessus du village gaulois sous le règne de l'empereur Auguste, mais il est probablement incendié lors de la révolte de Florus et Sacrovir en 21. L'oppidum prend alors le nom de Divodurum Mediomatricorum (« lieu des dieux, enceinte divine » des Médiomatriques), et devient le chef-lieu des Médiomatriques. L'oppidum du Fossé des Pandours, un site commercial important pour les échanges Ouest-Est, perd de son importance en raison de l'importance croissante des voies commerciales Sud-Nord,. La cité se situe en effet sur la route de la Germanie (Lugdunum-Augusta Treverorum) chargée de relier la capitale des Gaules aux villes romaines sur le limes rhénan et la voie romaine Divodurum Mediomatricorum-Argentoratum destinée à accéder aux sites de production du sel le long de la Seille.
La cité est incendiée par les troupes de Vitellius en 69, qui massacrent plus de 4 000 habitants.
La cité se dote de trois thermes, de plusieurs aqueducs, d'un petit et d'un grand amphithéâtre, d'une basilique, de plusieurs nécropoles et d'un sanctuaire dédié à Icovellauna au IIe siècle. À son apogée, la cité fait 100 ha et la population est alors estimée à 15 000  à   20 000 habitants. Une enceinte fortifiée de 3 km est édifiée, probablement au IIIe siècle. La superficie de la cité est de 70 ha. À la fin du IIIe siècle, la cité perd une part de son territoire avec le développement de Verdun. En 451, Attila la pille.

### Pôles secondaires

#### Bliesbruck-Reinheim

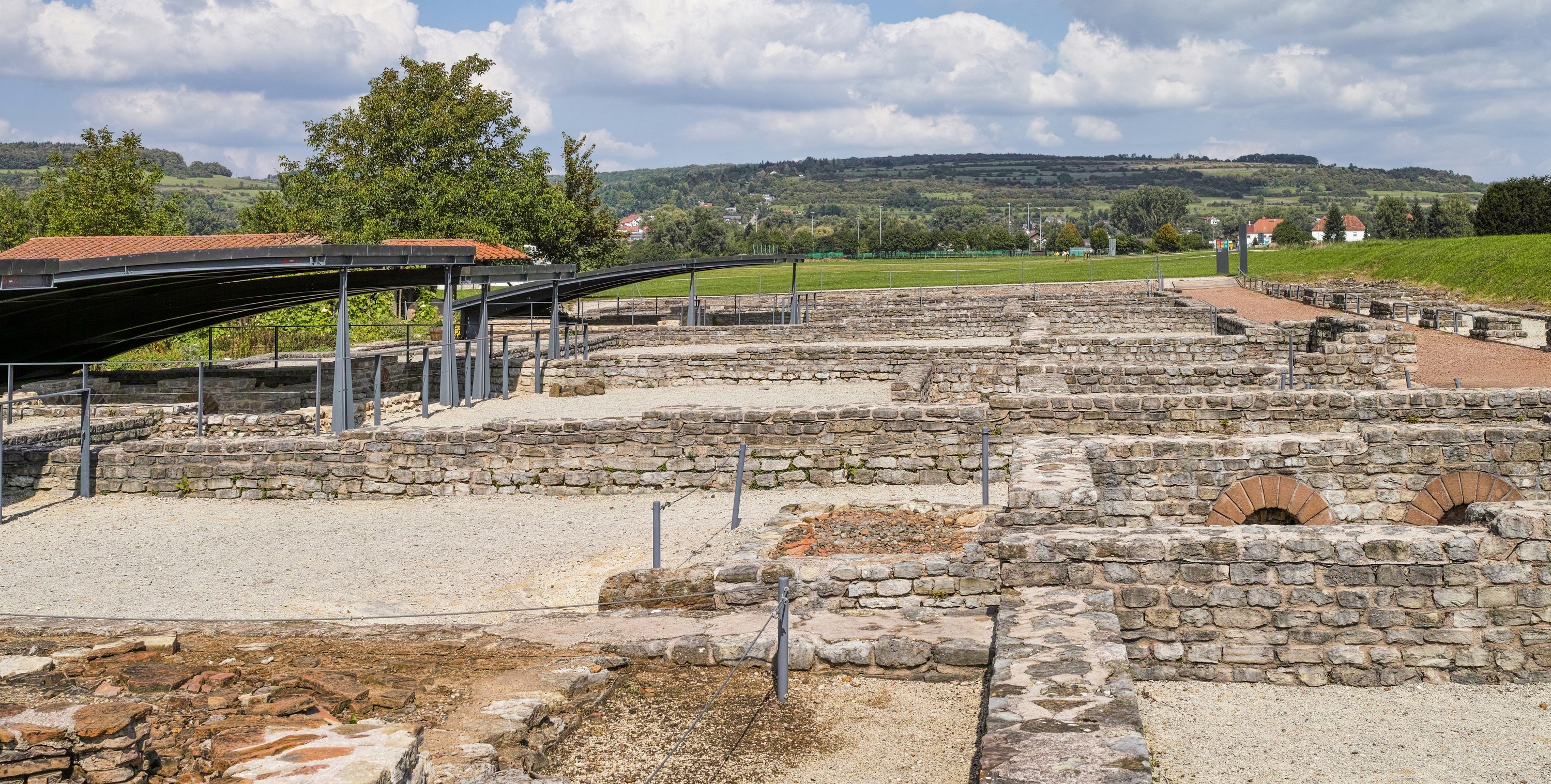
Vue du quartier ouest des artisans de Bliesbrück.

Bliesbruck-Reinheim est occupé dès le Mésolithique. Le site se développe pendant la culture de Hallstatt, puis durant La Tène où il est principalement connu pour sa tombe celtique du IVe siècle av. J.-C., dite de la « Princesse de Reinheim »,.
Sous le règne de l'empereur Claude, la ville est créée vers 40-50. Puis, la Pax Romana permet à la localité de se développer : elle bénéficie d'une position stratégique majeure,. En effet, elle est sur la voie reliant la Belgique Première et la Germanie supérieure, ainsi qu'à de nombreux fortins romains le long du limes. Une vaste villa obéissant à un plan axial est établie à proximité à la fin du Ier siècle, « centre de production » et « lieu de résidence pour un aristocrate ». Le domaine lié à la villa n'est pas connu, même si une ferme située à quelques centaines de mètres y était peut-être liée.
Aux IIe et IIIe siècles, le vicus se développe avec la construction du complexe thermal, un centre monumental et une fontaine,. Bliesbruck-Reinheim atteint son apogée au IIIe siècle avec une superficie de 30 ha et 187 sites ruraux qui dépendent de ce vicus avec de nombreux métayers et fermiers,.
À partir de 352, pendant le règne de l'empereur Maxence, le vicus subit les invasions alamanes. Il s'ensuit un lent déclin au cours du IVe et du Ve siècle,.
Au Moyen Âge, une partie des thermes sont réoccupés, puis toutes les ruines disparaissent dans la localité à partir du XVIIIe siècle,. Le site est redécouvert au milieu XXe siècle.

#### Oppidum du Fossé des Pandours

Plan de l'oppidum du Fossé des Pandours.

L'oppidum du Fossé des Pandours est construit à la fin du IIe siècle av. J.-C. avec la construction d'une place forte destinée à surveiller le col de Saverne à partir d'un éperon barré,,. L'oppidum possède un murus gallicus daté de 100 av. J.-C. de 600 m de longueur et d'une hauteur de 10 m pour protéger une superficie de 170 ha, ce qui en fait l'un des plus importants en superficie de toute la Gaule,,. À l'image des oppida de la fin de La Tène, un deuxième rempart d'une longueur de 7 km est situé plus en avant du murus gallicus.
L'invasion déclenchée par le chef germain Arioviste dans la décennie 70 av. J.-C., puis l'installation des Triboques sur ordre de Jules César, pendant ou après la Guerre des Gaules, font perdre de l'importance à cette place forte. La localité perd de son importance après la défaite gauloise, lors de la Guerre des Gaules. L'axe de circulation Rhône-Saône-Moselle, déjà plus important dans les échanges à l'époque celtique, devient un axe majeur pour les échanges interrégionaux. Dans le même temps, l'axe ouest-est décline, sans pour autant disparaître. C'est à cette époque que cet oppidum cesse d'être un lieu d’échange important pour les Médiomatriques,.
Au Ier siècle, l'oppidum reste en activité sur le plan économique, comme un relais routier, mais sans rôles politiques ou économiques. Le site de l'Uspann devient aussi un relais routier sur la voie romaine Strasbourg-Metz, devant permettre aux voyageurs de changer de chevaux, avant d'être abandonné à la fin du IIe ou au début du IIIe siècle.
Le site comporte une carrière de grès et des nécropoles situées hors de l'enceinte fortifiée. Des quartiers d'habitations sont également attestés avec des maisons bâtis sur des sablières ou des poteaux. Des liens commerciaux existent avec la Campanie pour l'importation de céramiques, de vin du sud de la Gaule ou encore d’ustensiles en bronze. D'autres liens commerciaux perdurent jusqu'à la fin du Ier siècle av. J.-C. avec des oppida au sud de l'Allemagne.

#### Schwarzenacker

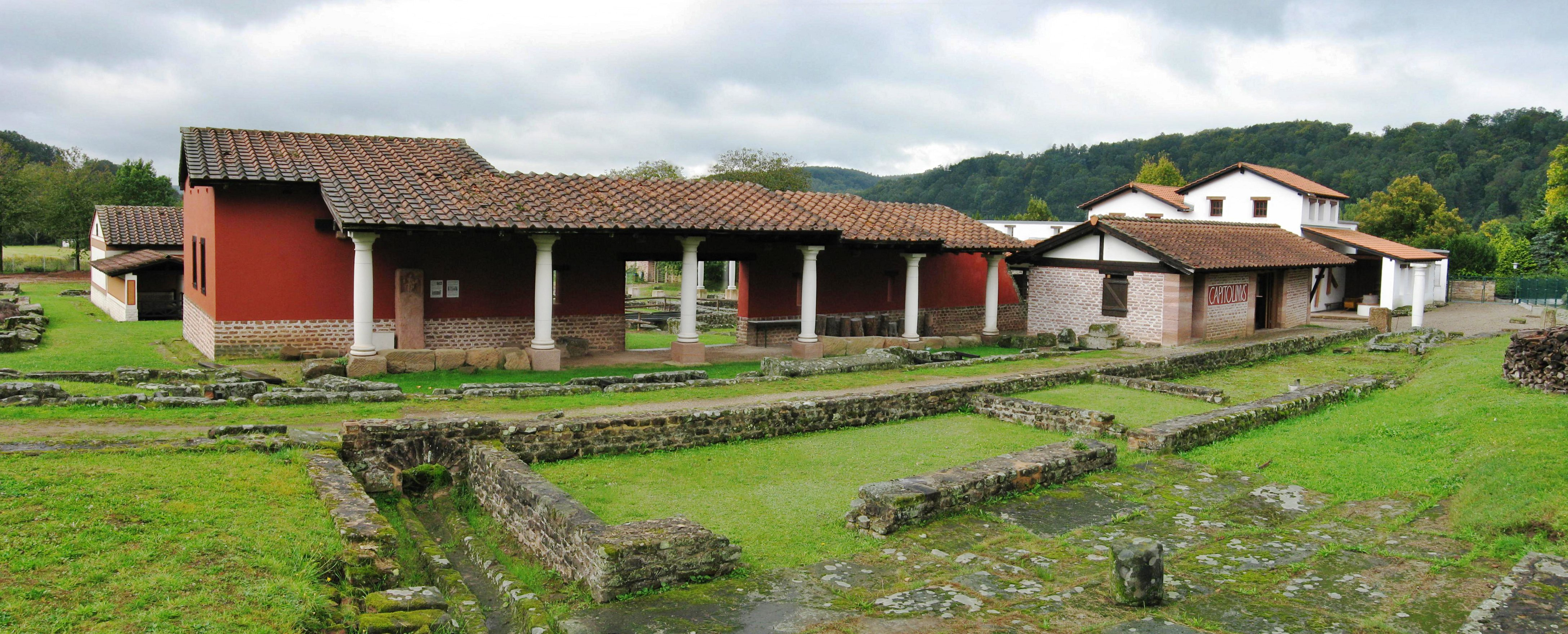
Restitution de maisons sur le site de Schwarzenacker.

L'agglomération secondaire se situe à 20 km de Bliesbruck et également dans la vallée de la Blies. Les fouilles ont surtout eu lieu entre 1965 et 1980, et reprennent dans les années 2010.
Elle est construite sur un axe de 900 m et comprend deux quartiers artisanaux et commerciaux. Des maisons, un sanctuaire et des thermes ont également été reconnus. Une schola a été découverte, vaste édifice pourvu d'enduits peints : cet édifice était peut-être le « association professionnelle ou religieuse ».
Les quartiers reconnus sont datables dans leur état conservé des IIe siècle et IIIe siècle. Les constructions sont munies de portiques et comportent des pièces avec des boutiques et des installations destinées à l'artisanat. Les bâtiments sont profonds comme à Bliesbruck et possèdent parfois sur l'arrière des pièces pourvues d'un hypocauste.
L'agglomération était liée à une villa située à 2,5 km, à Bierbach fouillée au XIXe siècle et près de laquelle un mausolée a été reconnu.

#### Senon
Senon, ville secondaire, est fondée probablement à l'époque de la Tène, au carrefour d'un important nœud routier à une quarantaine de kilomètres de la capitale des Médiomatriques : Divodurum Mediomatricorum et proche de la frontière avec les Trévires. À l'époque romaine, la ville se développe au Ier siècle, puis atteint son apogée aux IIe et IIIe siècles et fait environ 35 ha. Plusieurs quartiers d'habitations existent. À l'extérieur de la ville, des établissements ruraux (grange, villa) sont répertoriés.
Après les réformes de Dioclétien puis de Constantin, la ville est rattachée à la civitas Verodunensium au IVe siècle.
Après les invasions franques et alamanes de 256, puis à nouveau des Alamans et des Juthunges en 259, probablement au troisième quart du IIIe siècle, un castellum rectangulaire est édifié rapidement. L'armée romaine et le César Julien ont été assiégés par les Alamans, probablement dans cette forteresse, pendant l'hiver 356-357 selon Ammien Marcellin. À partir du IVe siècle, la ville commence un lent déclin qui s'intensifie pendant le règne de Valentinien II.
Les premières fouilles ont lieu au milieu su XIXe siècle et elles permettent de révéler des thermes. Au XIXe siècle, Félix Liénard met au jour de nombreuses découvertes monétaires. En mai 1917, lors de travaux pour l'armée, deux archéologues allemands, Friedrich Drexel et Heribert Reiners, découvrent un castellum, une curie et d'autres thermes, ainsi que douze monuments funéraires. En 1924, plus de 10 000 deniers et antoniniens sont déterrés. En 1970, les fortifications sont étudiées. Depuis les années 1990, plusieurs prospections pédestres ont été effectuées. À partir de 1997, un théâtre de 48 m de diamètre et cinq temples ont été découverts.

### Occupation des campagnes

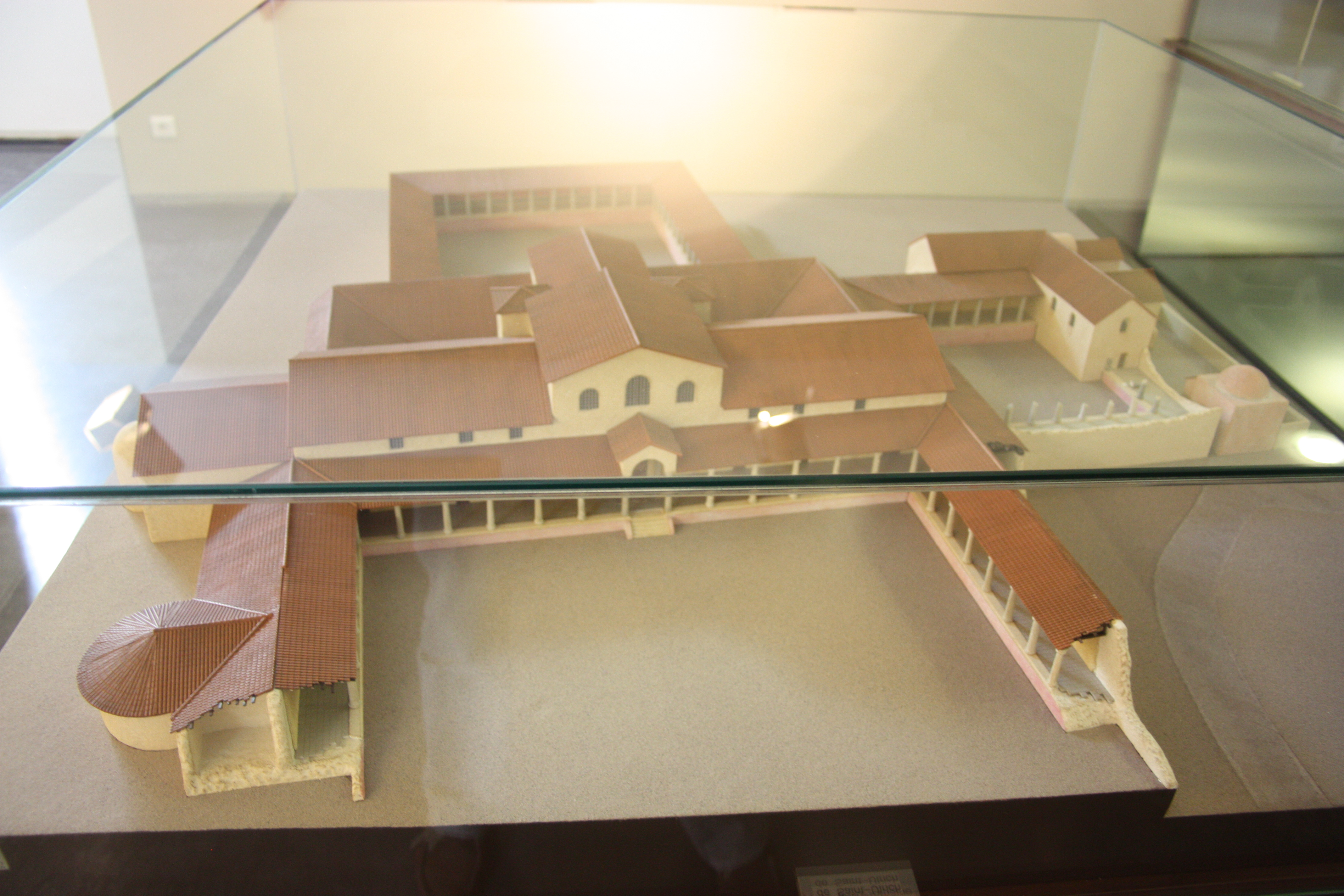
Maquette de la villa gallo-romaine de Saint-Ulrich exposée au musée de Sarrebourg.

L'occupation de la campagne chez les Médiomatriques consiste en la création de fermes isolées construites près des voies de communications terrestres ou fluviales. Ces lieux d'occupation se composent d'une ou deux maisons avec des bâtiments annexes de production et de stockage. Des fermes disposent d'un enclos fossoyé, c'est-à-dire l'association d'un fossé et d'une palissade, ce qui demande du temps et de la main d’œuvre.
À partir de l'époque romaine, un cadastre est mis en place afin de prélever l'impôt. Les bâtiments sont divers et variés : comme ailleurs en Gaule, les villas associent une partie résidentielle, dite pars urbana, et une partie agricole, dite pars rustica, tandis que des établissements ruraux plus modestes sont qualifiés de fermes par les archéologues. Chez les Médiomatriques, 400 sites agricoles sont répertoriés comme la villa gallo-romaine à Saint-Ulrich. 250 sites ruraux ont été identifiés sur le territoire de Bliesbruck et Schwarzenacker mais seulement une dizaine a été fouillée. 165 exploitations ont été reconnues autour de Bliesbruck dont 41 villas. La villa n'est pas la seule forme de romanisation des campagnes ; elle serait liée à un mode de culture extensive, au moyen d'une main d’œuvre abondante et de matériels agricoles.
Les grandes villas comme celle de Larry à Liéhon possèdent le luxe et le confort avec des pièces dédiées aux bains et d'autres avec une décoration luxueuse. Les villas moyennes comme celles de Grigy à Metz ou de Gurtelbach à Dehlingen possèdent parfois des bains et un système de chauffage par hypocauste. Quant aux petites villas, comme celle du Ruisseau Saint-Pierre à Peltre, elles sont souvent construites en matière périssable. Les fermes sont composées de structures allant d'un à trois bâtiments, peu riches et construites à partir de matériaux périssables.
Durant la période romaine, ces établissements évoluent au cours de trois périodes distinctes. La première se déroule au Ier siècle avec un fort développement de ce type d'infrastructures. La deuxième va de 100 à 250 et elle correspond à l'apogée des domaines agricoles chez les Médiomatriques avec la construction de nombreuses villas. Après 250, les villas déclinent et tombent parfois à l'abandon. Enfin entre 350 et le Ve siècle, les abandons se multiplient et concernent tous les domaines qui fonctionnaient encore au début de cette période.

## Société, politique et religion

### Société et système politique
Le système politique est basé sur un système oligarchique de type sénatorial. L'organisation sociale, fortement hiérarchisée, reposait sur trois classes, correspondant peu ou prou aux domaines religieux, guerrier et économique.
Les constructions dégagées sur les sites gallo-romains de Bliesbruck et Schwarzenacker, vastes et pourvues d'un équipement important, tant collectif (réseaux d'eau) qu'individuel (hypocauste, enduits peints) témoignent d'un « statut social relativement aisé » et culturel élevé. L'« axe de l'eau » de Bliesbruck témoigne de l'« action civilisatrice de l'Empire romain » et de la « mise en valeur idéologique et politique » de l'eau. L'élite était « fortement romanisée », y compris dans les agglomérations secondaires.

### Religion

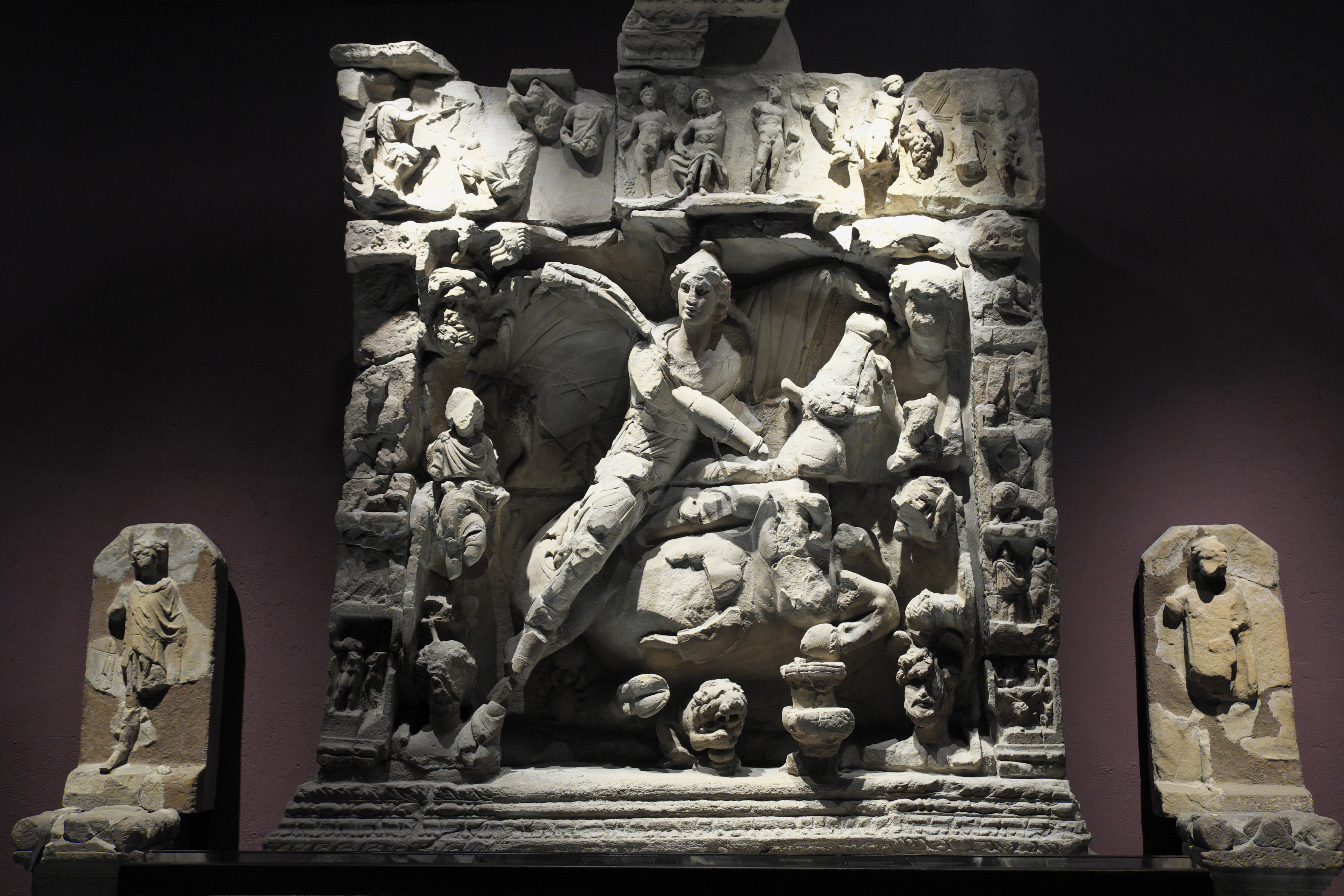
Vue générale des éléments du mithraeum de Sarrebourg au Musée de la Cour d'Or.

Les principales divinités gauloises vénérées chez les Médiomatriques sont Épona, Icovellauna, Rosmerta, Sirona et Sucellos. La conquête romaine, puis la romanisation amènent à une « naturalisation » des cultes locaux qui mélange nom romain et épithète local comme pour Apollon-Grannus ou Mercure-Rosmerta.
La géographie religieuse est mal connue : un vaste sanctuaire d'au moins 20 ha se situait à 1,5 km de Bliesbruck, utilisé de la période gauloise à la période romaine. Des monnaies gauloises retrouvées in situ témoignent d'un rayonnement du sanctuaire au sud-ouest et à l'ouest. Les bâtiments se développent à l'époque romaine autour d'un bassin. Un sanctuaire dédié à Mercure était localisé près de Schwarzenacker.
À partir de cette époque, des cultes orientaux se développent dans la région comme celui de la Grande Mère, celui d'Isis est attestée à Divodurum Mediomatricorum ou encore celui de Jupiter-Amon. Trois sanctuaires dédiés à Mithra sont présents à Mackwiller, Sarrebourg et Sarrebruck. Le christianisme commence son implantation sur le territoire à la fin du IIIe siècle.

### Rites funéraires
Les morts sont enterrés dans des nécropoles avec des offrandes comme celle des Hauts-de-Sainte-Croix à Metz ou de Mondelange. De nombreux objets ont été retrouvés tels des bracelets de verre, des chaînes de ceintures en bronze et des fibules. Des objets en fer sont mis auprès des défunts plus modestes.

## Économie et commerce

### Agriculture et artisanat
Les Médiomatriques pratiquent la culture des céréales et l'élevage, tant bovin que porcin, caprin, ovin et chevalin. Le travail de la terre semble courant et n'apporte aucun avantage social particulier. Dans la vallée supérieure de la Seille, ils exploitent le sel de manière quasi industrielle.

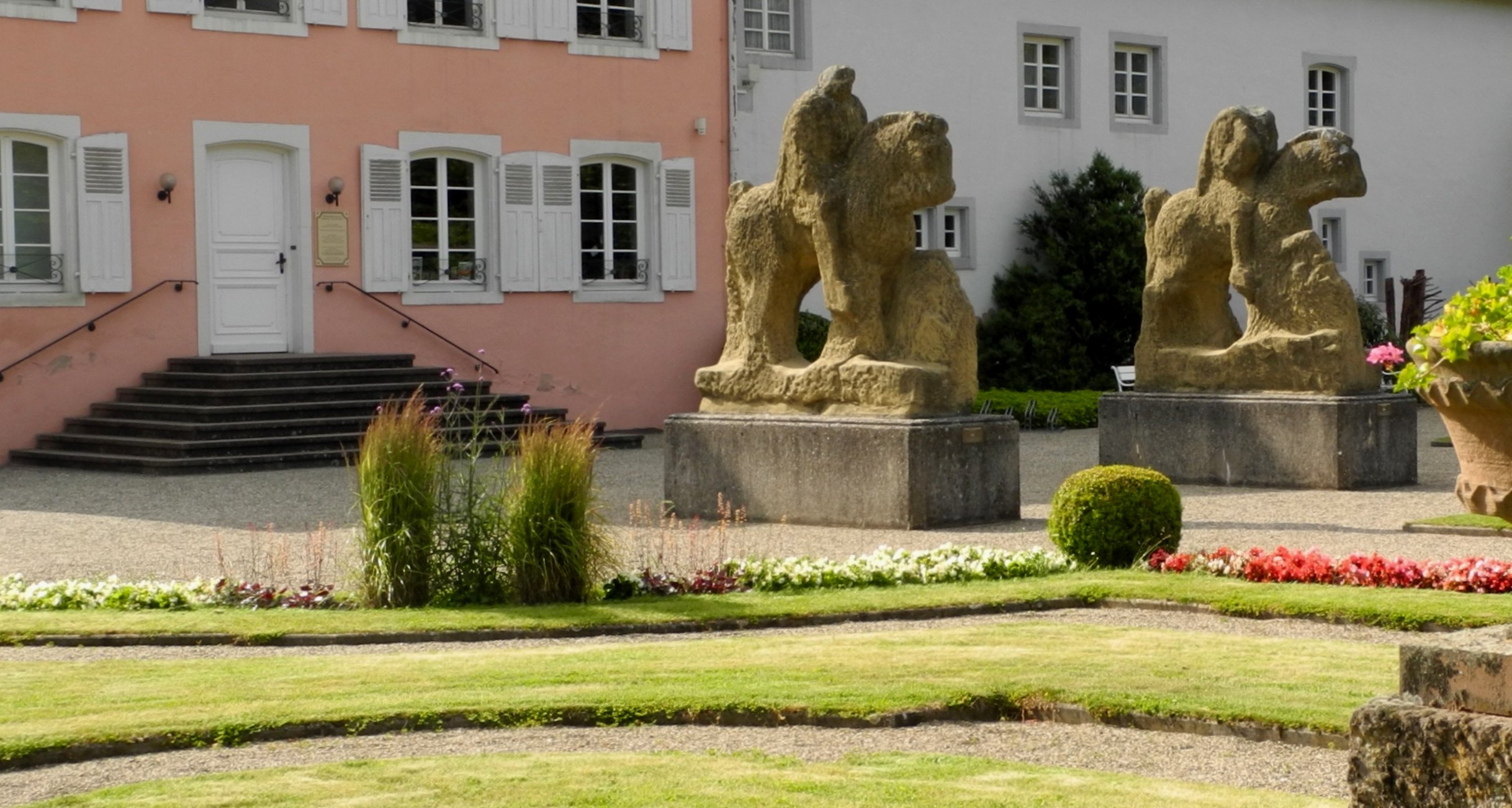
Les deux statues inachevées face au Römermuseum Schwarzenacker.

Les ateliers d'artisans semblent nombreux, ils travaillent les métaux, la terre cuite, le cuir et la vannerie. Le four d'un potier celte a ainsi été découvert, entre 1942 et 1944, sous la basilique Saint-Pierre-aux-Nonnains ; c'est un artisan peu présent chez les Médiomatriques. Deux ateliers de production de céramique sigillée sont connus sur le territoire de Bliesbruck et Schwarzenacker, à Blickweiler et à Eschweiler Hof, actifs surtout au IIe siècle mais avec des productions jusqu'au troisième quart du IIIe siècle. Un atelier a également été retrouvé à Schwarzenacker, dont la production était de la céramique engobée. Une fabrique de tuiles est attestée mais non localisée précisément, même si les analyses laissent entendre à une production dans la région de la Blies et de la Sarre.
La région de Bliesbruck et Schwarzenacker produisait également de la pierre calcaire et du grès, en particulier dans la carrière de Breitfurt qui a livré des statues inachevées hautes de 3 m.
Des inscriptions retrouvées évoquent la vente de poteries ou de serrures.

### Commerce

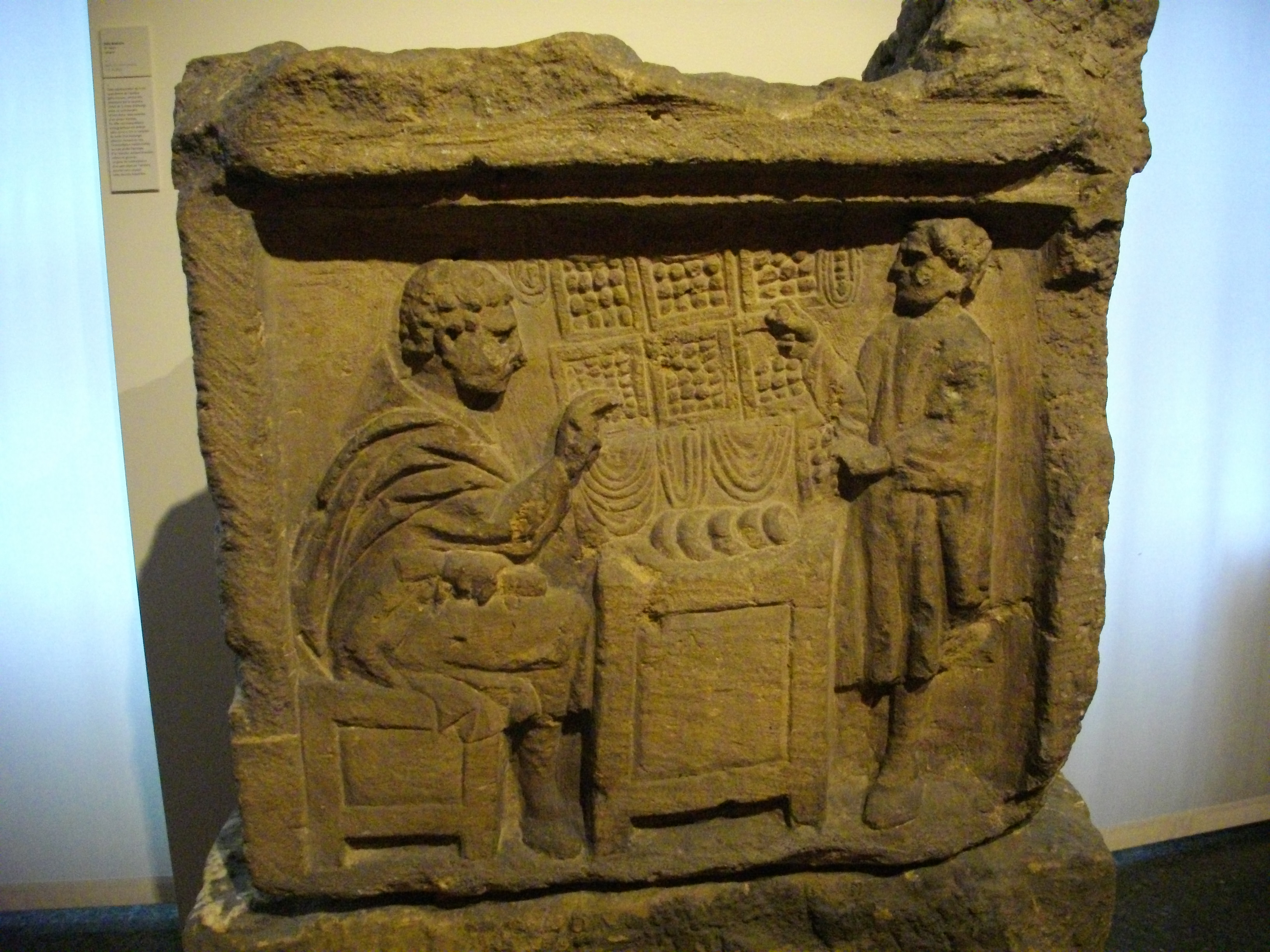
Stèle du IIe siècle représentant un étal de marché avec un marchand face à un client, au musée de la Cour d'Or.

Cette richesse permet des échanges économiques avec les tribus voisines, mais aussi avec le monde romain bien avant la guerre des Gaules. L'importation de produits méridionaux, notamment de vin, est alors avérée. Le commerce d'esclaves existe. Les figures de terre cuite indiquent des liens avec le monde tréviro-rhénan.
Ce peuple contrôle également une importante voie commerciale entre la Gaule et la Germanie. Les poteries de Blickweiler et d’Eschweiler-Hof étaient destinées à l'exportation vers le limes de Germanie supérieure et de Rhétie.
L'ouverture sur l'extérieur de Bliesbruck est peut-être la raison d'un dynamisme jusque dans l'Antiquité tardive ; l'agglomération est dans « les réseaux commerciaux à longue distance » jusqu'au milieu du Ve siècle.

### Monnaies

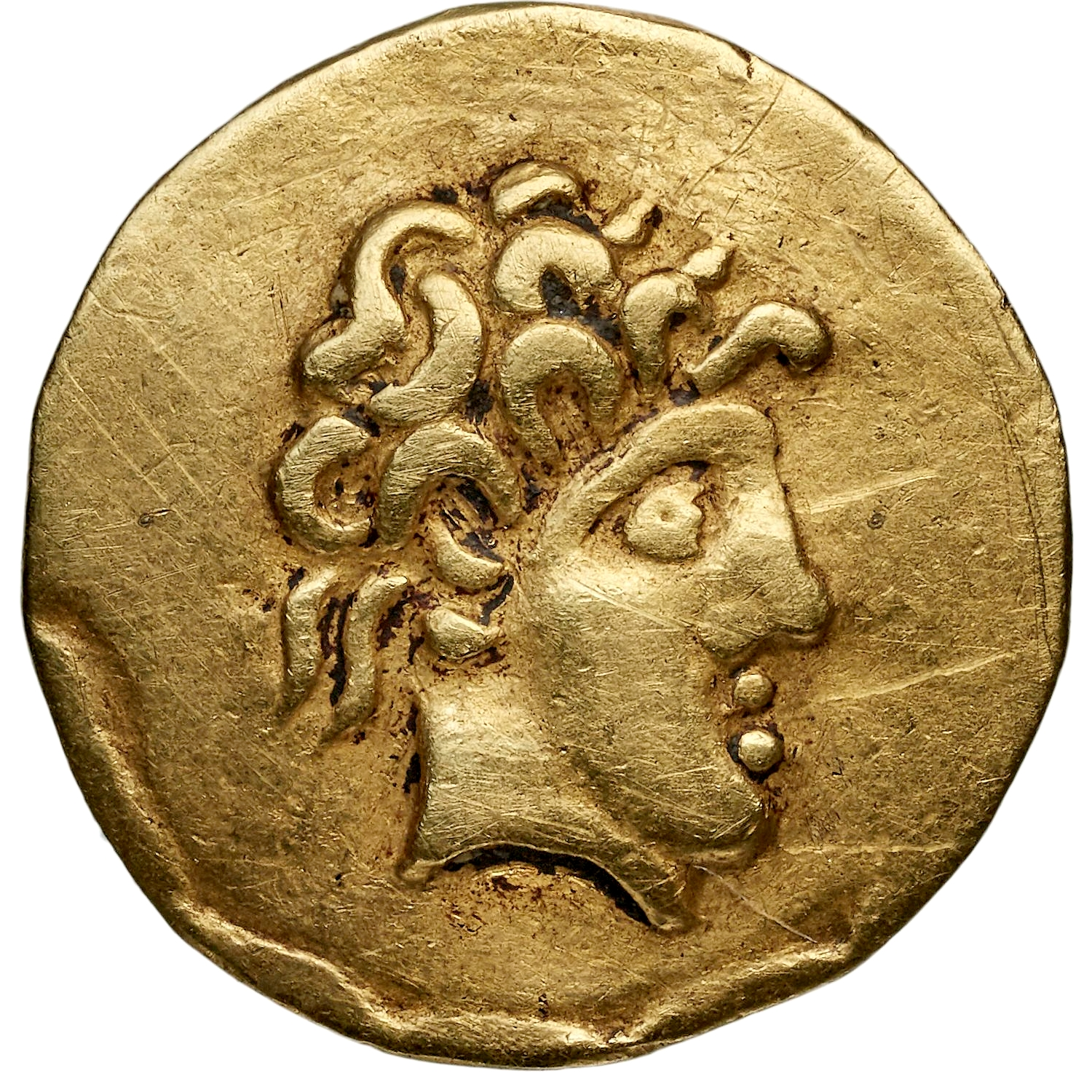
Avers d'un quart de statère des Médiomatriques.

Les Celtes connaissent l'usage de la monnaie depuis le IIIe siècle av. J.-C., mais les Médiomatriques ne l'utilisent qu'à partir du début du IIe siècle av. J.-C..
Les plus anciennes monnaies sont en or et sont des imitations de statères macédoniennes où figure Philippe II, père d'Alexandre le Grand. D'autres monnaies sont en argent, en potin c'est-à-dire un alliage de cuivre, d'étain et de plomb, mais également en bronze. Elles représentent souvent un cheval avec ou sans cavalier, des sangliers ou des têtes janiformes, c'est-à-dire à deux visages opposés,.
Un atelier de production de monnaies est attesté à l'oppidum du Fossé des Pandours avec des monnaies non encore frappées.
Un trésor exceptionnel de 1 165 monnaies dont 1 111 quinaires en argent du Ier siècle av. J.-C. a été découvert à Bassing en 2010.

#### Fonds antique
- Jules César, Commentaires sur la guerre des Gaules (lire sur Wikisource). .
- Claude Ptolémée, Géographie (lire en ligne). .
- Strabon, Géographie (lire sur Wikisource). .
- Tacite, Histoires (lire sur Wikisource). .

#### Ouvrages généraux
- (it) Renzo Ambrogio, Nomi d'Italia : origine e significato dei nomi geografici e di tutti i comuni, Istituto geografico De Agostini, 2006 (ISBN 88-511-0983-4). .
- Jean-Marie Kreins, Histoire du Luxembourg : Des origines à nos jours, Presses universitaires de France, coll. « Que sais-je ? », 2018, 128 p. .
- Madeleine Châtelet, Fouilles et Découvertes en Alsace, Rennes, Ouest-France, 2009, 143 p. (ISBN 978-2-7373-4765-8). .
- Xavier Delamarre, Dictionnaire de la langue gauloise : Une approche linguistique du vieux-celtique continental, Errance, 2003, 440 p. (ISBN 978-2-87772-369-5). .
- (en) Alexander Falileyev, Dictionary of Continental Celtic Place-names : A Celtic Companion to the Barrington Atlas of the Greek and Roman World, Aberystwyth, CMCS, 2010, 279 p. (ISBN 978-0-9557182-3-6).
- Pascal Flotté et Matthieu Fuchs, Carte archéologique de la Gaule 57-1 : La Moselle, 2004, 893 p..
- Jean-Claude Golvin, « Les villes du nord de la Gaule romaine », L'archéologue, no 114,‎ 2011, p. 11-39. .
- Venceslas Kruta, Les Celtes : Histoire et dictionnaire, Robert Laffont, 2001, 1005 p. (ISBN 978-2-221-05690-5). .
- Jean-Louis Masson, Histoire Administrative de la Lorraine : des provinces aux départements et à la région, 1982, 577 p. (ISBN 978-7-6300-0406-6, lire en ligne). .
- Ernest Nègre, Toponymie générale de la France, Librairie Droz, 1990, 1871 p. (ISBN 978-2-600-02883-7, lire en ligne). .
- (en) Edith Wightman, Gallia Belgica, University of California Press, 1985, 385 p. (ISBN 978-0-520-05297-0, lire en ligne). .

#### Ouvrages et articles sur les Médiomatriques
- Marie-José Ancel, « Nécropole et habitat rural chez les Médiomatriques : La Haie aux Angles à Mécleuves [Ier-IIIe s. apr. J.-C.) », Gallia, vol. 69, no 1,‎ 2012, p. 69-114.
- Jeanne-Marie Demarolle, Les Médiomatriques et leur ciuitas(1) au miroir de l’archéologie mosellane (1871-1918), 2009, 21 p. (lire en ligne).
- Ségolène Demougin, « À propos des Médiomatriques », Cahiers du Centre Gustave Glotz, no 6,‎ 1995, p. 183-194 (lire en ligne, consulté le 15 avril 2021). .
- Diane Dusseaux et Jean-Paul Petit, Livret exposition 2015 Exposition Trésors des Médiomatriques, Conseil Départemental de Moselle, 2015, 37 p. (lire en ligne). .
- Stephan Fichtl, « Oppida et occupation du territoire à travers l'exemple de la cité des Médiomatriques », Territoires celtiques. Espaces ethniques et territoires des agglomérations protohistoriques d'Europe occidentale, actes du 24e colloque international de l'AFEAF, Paris, Errance,‎ 2002, p. 315-328.
- Camille Jullian, « Limites (jusqu'au Rhin) du peuple gaulois des Médiomatriques », Comptes rendus des séances de l'Académie des Inscriptions et Belles-Lettres, no 2,‎ 1914, p. 195-196 (lire en ligne, consulté le 15 avril 2021). .
- Antonin Nüsslein, Les campagnes entre Moselle et Rhin dans l’Antiquité. Dynamiques du peuplement du Ier s. av. J.-C. au Ve s. ap. J.-C., Strasbourg, Association pour la Valorisation de l'Archéologie du Grand Est, coll. « Mémoires d'Archéologie du Grand Est » (no 2), 2018 (ISBN 978-2-9561936-1-6)
- Antonin Nüsslein, « Un autre regard sur l’espace rural médiomatrique dans l’Antiquité. Analyse de deux micro-régions entre les Vosges et la Moselle », Annales de l'est, vol. Numéro spécial,‎ 2017, p. 33-43.
- Pierre Ouzoulias, « La villa dans l’est des Gaules Un témoin de la « romanisation » ? », Aspects de la Romanisation dans l’Est de la Gaule, Gluxen-Glenn, vol. 21,‎ 2011, p. 475-485 (ISBN 978-2-909668-68-0).
- Stéphane Pannoux, « La représentation du travail : récit et image sur les monuments funéraires des Médiomatriques », Dialogues d'histoire ancienne, vol. 11,‎ 1985, p. 293-328 (lire en ligne, consulté le 15 avril 2021). .
- Jean-Paul Petit, « La partie nord-est de la cité des Médiomatriques. De Bliesbruck (département de la Moselle) à Schwarzenacker (land de Sarre) », Annales de l'est, vol. Numéro spécial,‎ 2017, p. 9-21. .
- Simon Ritz, « Senon et Amel-l’Etang (Meuse) : nouvelles données sur une agglomération bipolaire de la cité des Médiomatriques », Annales de l'est, vol. Numéro spécial,‎ 2017, p. 23-31
- (en) Franz Schön, « Mediomatrici », Brill's New Pauly,‎ 2006 (lire en ligne, consulté le 18 avril 2021). .

#### Ouvrages surDivodurum Mediomatricorum
- René Bour, Histoire de Metz, Metz, éditions Serpenoise, 1989. .
- Maurice Toussaint, Metz à l'époque gallo-romaine, Metz, 1948, 222 p..
- Gaël Brkojewtisch, Christian Dreier et Sandrine Marquié, « Metz/Divodurum, cité des Médiomatriques : apport de deux fouilles récentes (place de la République et rue Paille-Maille) à la question des origines », Gallia, no 72,‎ 2015, p. 177-194 (lire en ligne, consulté le 15 avril 2021).
- Claude Lefebvre et Pierre Wagner, « Metz antique, remarques sur la connaissance de l’organisation spatiale du fait urbain », Revue archéologique de Picardie, no 3,‎ 1984, p. 149-169 (lire en ligne, consulté le 23 avril 2021). .
- François-Yves Le Moigne, Histoire de Metz, Toulouse, Privat, coll. « Univers de la France et des pays francophones », 1986, 448 p. .
- Musée de la Cour d'Or, Archéologie gallo-romaine. La civilisation gallo-romaine dans la cité des Médiomatriques, t. 1 : Monuments et sanctuaires de l'eau. La vie en maison. Le commerce. Les cultes, Metz, 1988, 72 p..
- Musée de la Cour d'Or, Archéologie gallo-romaine. La civilisation gallo-romaine dans la cité des Médiomatriques, t. 2 : Les cités funéraires et la sépulture. La sculpture monumentale et son adaptation à l'architecture. L'art de bâtir, Metz, 1988, 50 p..

#### Ouvrages et articles sur l'oppidumde Pandours
- Clément Féliu, « Quelques observations architecturales sur les remparts de contour de l'oppidum du Fossé des Pandours au Col de Saverne (67) », dans Stephan Fichtl, Murus celticus. Architecture et fonctions des remparts de l'âge du Fer, Bibracte, 2010, p. 77-84. .
- Stephan Fichtl, « L'oppidum du Fossé des Pandours, capitale gauloise des Médiomatriques », dans Collectif, Saverne dans l'Antiquité, Saverne, 2003, p. 15-38. .
- Stephan Fichtl, Anne-Marie Adam, Clément Feliu, Gilles Pierrevelcin et Bertrand Bonaventure, L’oppidum médiomatrique du Fossé des Pandours au Col de Saverne (Bas-Rhin), Université Marc Bloch, 2004, 75 p. (lire en ligne). .
- Henri Heitz, La Côte et le Col de Saverne : promenades historiques et archéologiques autour de Saverne, Saverne, SHASE (no 187a), 1999. .
- Georges Lévy, « Deux siècles d'archéologie antique dans l'arrondissement de Saverne », Pays d'Alsace - Archéologie, no 153,‎ 1990, p. 3-19. .

#### Ouvrages et articles sur Bliesbruck-Reinheim
- Sonia Antonelli et Jean-Paul Petit, « L’agglomération de Bliesbruck (Moselle) durant l’Antiquité tardive : entre ruptures et continuités », Gallia, nos 74-1,‎ 2017, p. 149-164 (ISSN 0016-4119, lire en ligne, consulté le 26 décembre 2020). .
- Diane Dusseaux, Parc archéologique européen de Bliesbruck-Reinheim, Saint-Étienne, IAC Editions d’Art, 2013, 127 p. (ISBN 978-2-916373-67-6). .
- Érik Follain, Jean-Paul Petit et Sara Santoro, « Le centre monumental romain restitué », Archéologia, Faton, no 552,‎ 2017, p. 46-53. .
- (fr + de) Andrei Miron, Jean-Paul Petit, Walter Reinhar et Jean Schaub, Parc archéologique européen (Europäischer Kulturpark) : Bliesbruck - Reinheim, Impr. Pierron, 18 p. .
- Jean-Paul Petit, Jean Schaub et Philippe Brunella, Bliesbruck-Reinheim : parc archéologique européen, Imprimerie nationale, 1995, 117 p. (ISBN 978-2-7433-0033-3). .